# وست ایر سوئد
وست ایر سوئد (به انگلیسی: West Air Sweden) یک شرکت هواپیمایی با کد یاتا PT است که در ۱۹۵۵ میلادی تأسیس شده‌است. دفتر مرکزی وست ایر سوئد در یوتبری، سوئد واقع شده‌است و قطب این شرکت هواپیمایی در فرودگاه مالمو قرار دارد.